# Voineasa (gmina w okręgu Aluta)
Voineasa – gmina w Rumunii, w okręgu Aluta. Obejmuje miejscowości Blaj, Mărgăritești, Racovița, Rusăneștii de Sus i Voineasa. W 2011 roku liczyła 2229 mieszkańców.